# NGC 7783/2
NGC 7783/2 је елиптична галаксија у сазвежђу Рибе која се налази на NGC листи објеката дубоког неба.
Деклинација објекта је + 0° 22' 39" а ректасцензија 23h 54m 12,0s. Привидна величина (магнитуда) објекта NGC 7783 износи 14,4 а фотографска магнитуда 15,4. NGC 77832 је још познат и под ознакама NGC 7783B, UGC 12837, MCG 0-60-59, KCPG 595B, CGCG 381-60, VV 208, ARP 323, NPM1G +00.0650, PGC 72808.